# Santiago Tetlapayac
Santiago Tetlapayac es una localidad de México perteneciente al municipio de Almoloya en el estado de Hidalgo.

## Toponimia
Tetlapa-yan, lugar de donde se sacan piedras, de lengua mexicana: tetlapana, extraer piedra, y la final verbal de lugar.

## Geografía
A la localidad le corresponden las coordenadas geográficas 19° 41’ 23.818” de latitud norte y 98° 19’ 56.189” de longitud oeste, con una altitud de 2548 m s. n. m. Se encuentra a una distancia aproximada de 7.03 kilómetros al sureste de la cabecera municipal, Almoloya.
En cuanto a fisiografía se encuentra dentro de la provincia del Eje Neovolcánico dentro de la subprovincia de LLagos y Volcanes de Anáhuac; su terreno es de lomerío y llanura. En lo que respecta a la hidrología se encuentra posicionado en la región Panuco, dentro de la cuenca del río Moctezuma, en la subcuenca de la laguna de Tochac y Tecocomulco.  Cuenta con un clima templado subhúmedo con lluvias en verano, de menor humedad.

## Demografía
En 2020 registró una población de 794 personas, lo que corresponde al 6.33 % de la población municipal. De los cuales 401 son hombres y 393 son mujeres. Tiene 207 viviendas particulares habitadas.
| Gráfica de evolución demográfica de Santiago Tetlapayac entre 1900 y 2020                                   |
| |
| Población de los censos y conteos del Instituto Nacional de Estadística y Geografía (INEGI) de 1950 a 2010. |

## Economía
La localidad tiene un grado de marginación medio y un grado de rezago social muy bajo.